# ドランクモンキー 酔拳
『ドランクモンキー 酔拳』（ドランクモンキー "Drunk monkey" すいけん、中国語: 醉拳; 拼音: Zuì Quán; 粤拼: Zeoi3 Kyun4,英: Drunken Master,Drunk Monkey In The Tiger's Eyes）は1978年製作の香港の映画作品。思遠影業公司（シーゾナル・フィルム社）製作。1978年香港興行収入は第2位。ビデオ・DVDには『ジャッキー・チェンの酔拳』『酔拳』などの邦題もある。

## 概要
1977年、ロー・ウェイの個人プロダクションに所属していたジャッキー・チェンが、新興のシーゾナル・フィルム社に2本契約でレンタル出向して製作されたうちの1本。先行の『スネーキーモンキー 蛇拳』の姉妹編という位置づけ。撮影時の初期タイトルは「蛇形刁手續集」、「蛇形刁手下集」で香港の広告媒体では「蛇形刁手第二集」となっている。
基本的な構成は主人公の成長譚であり、加えてコメディやいわゆるスポ根の要素が含まれており、内容は続編ではなく完全に独立した単体の作品となっている。
ジャッキー扮する主人公黄飛鴻（ウォン・フェイフォン）は清朝末期に実在した洪家拳の達人。彼の若かりし日の物語という設定のフィクションで、内容は完全なオリジナルである。
『スネーキーモンキー 蛇拳』とほぼ同一のスタッフが起用され、キャスティングもユエン・シャオティエン扮する老師匠と、ホアン・チェンリー演じる仇敵の配置は同じである。『スネーキーモンキー 蛇拳』ではまだまだ顕著だったシリアスな内容を完全にコミカル調に砕き、往時の香港クンフー映画の十八番だった「仇討ち」から外れた、明るく楽しい活劇に仕上がっているのが特徴。

## ストーリー
武芸百般、一八拳の一流拳士で、先祖代々から続く墓所の所有者であり、地元名士の黄麒英が運営する名門道場の子息、黄飛鴻は、カンフーの腕はそこそこの見栄っ張り、弱きを助ける正義感はあるが、道場門下の悪友と共に怠惰で毎日を自堕落に過ごすチンピラ崩れの若造。
師範代に逆らって父の怒りを買ってしまった飛鴻は虫の好かない相手と往来で喧嘩をして憂さ晴らしを行っていた当日、久々に黄家に来訪した黄麒英の実妹（と娘）が、たまたまその場に居合わせた飛鴻の通りでの乱行を兄と甥の目の前で暴露。顔に泥を塗られ、息子の放蕩ぶりに手を焼いた父は、酔拳の名手“蘇化子”に彼の奥義を伝授してもらうよう息子を託す。親友らの風聞で蘇に弟子として預けられたら最期、不具者にされると戦慄して逐電する。あてなく飛び出したため空腹になった飛鴻は、入店した食堂で無銭飲食騒動を起こし、その場に居たみすぼらしい老人と共闘して乱闘騒ぎを起こし、店から逃げた先で一段落して安堵した飛鴻はこれから自分の身に起きるであろう不幸を老人に明かすも、その老人が「自分がその蘇」と身分を明かす。蘇に抵抗するものの軽くあしらった蘇は飛鴻を捕縛し懲らしめ観念させる。飛鴻は指導を超えた蘇の厳しい特訓に早々に音を上げ、事故を装い蘇の元から脱走。這々の体で荒寺の軒先に休んでいたところ“殺し屋　閻鉄心”に一方的に叩きのめされ己の未熟さを思い知った黄飛鴻は、体裁が悪いまま蘇の元に戻り修行に励む。
そんな中、イカサマ賭博を開帳する頭突きのタイガーを喧嘩で伸すが、飛鴻の蘇への悪戯が原因で蘇がタイガーの兄貴分棒術の王に手酷い敗走を蒙り、連戦連勝だった経歴に傷が付き立腹。辛い特訓の日々に不平を漏らした飛鴻に蘇は呆れ返り、蘇が体得している門外不出の奥義【酔八仙】を飛鴻に伝授する為父に依頼された真相を明かす。「酔っぱらいの拳法」と腐していた飛鴻であったが蘇の妙技に感嘆、このごに及んでもさぼりグセを時折見せつつも特訓の甲斐もあって腕も上達し、格段に成長した飛鴻は酔八仙拳を
次々習得してゆくが、何仙姑は馬鹿にして習得せずに飛びだした先で棒術の王に出会い再戦。酔八仙拳で撃破し酒を土産に戻るが、蘇は置き手紙で修行の終了を告げ行方も告げぬまま再び流浪の旅へと出立する。
時を同じくして、父麒英はライバルの道場主と土地買収を巡るトラブルになっており、土地売買に耳を貸さぬ麒英を恨んだ道場主が、商売の邪魔になる麒英を消すべく閻鉄心に暗殺を依頼する。
鉄心の策でおびき出されてしまった麒英、暗殺を生業とする閻鉄心の拳法から繰り出される巧みな足技の前に従来の拳法は歯が立たず窮地に陥るも、間一髪のところで飛鴻が到着し、鉄心と因縁の対決が始まろうとするが、そこへ蘇が飛鴻との別れ前の約束通り、上等の酒を持って対決の場に現れた。
飛鴻は、蘇の持ってきた「三鞭酒」で最高のパワーを発揮し鉄心の拳法に肉薄するも、飛鴻は常日頃からの怠け癖で酔八仙の形の一つ「何仙姑」をちゃんと履修しておらず手詰まりとなり、鉄心は酔拳に対抗できる「鬼魅無影手」を駆使した戦法に変え、形勢逆転に陥る。更には酔拳の動きまで知悉されているため通用しなくなってしまう。鬼魅無影手の連打を浴びて追い込まれた飛鴻は師の提案から一計を案じ、鉄心も知らない自分だけの「何仙姑」を即興で編み出し、鬼魅無影手を打ち破り勝利した。満面の笑みで満身創痍の飛鴻に駆け寄る蘇と麒英のカットで「劇終」となる。

## キャスト
| 役名             | 俳優                             | 日本語吹替                                                     | 日本語吹替                                                                              |
| 役名             | 俳優                             | フジテレビ版                                                   | テレビ東京版                                                                            |
| ---------------- | -------------------------------- | -------------------------------------------------------------- | --------------------------------------------------------------------------------------- |
| 黄飛鴻           | ジャッキー・チェン（成龍）       | 石丸博也                                                       | 石丸博也                                                                                |
| 蘇化子           | ユエン・シャオティエン（袁小田） | 小松方正                                                       | 青野武                                                                                  |
| 閣鉄心           | ウォン・チェン・リー（黄正利）   | 津嘉山正種                                                     | 磯部勉                                                                                  |
| 師範代           | ディーン・セキ（石天）           | 清川元夢                                                       | 水島裕                                                                                  |
| 黄麒英           | ラム・カウ（林蛟）               | 島宇志夫                                                       | 池田勝                                                                                  |
| 若先生           | ワン・チェン（王将）             | 納谷六朗                                                       | 中田和宏                                                                                |
| 棒術の王（ワン） | チョイ・ハー（徐蝦）             | 仲木隆司                                                       | 谷口節                                                                                  |
| 飛鴻の叔母       | リンダ・リン・イン（林瑛）       | 市川千恵子                                                     | 弥永和子                                                                                |
| チャン・コーワイ | ユエン・シェンイー（袁信義）     |                                                                | 牛山茂                                                                                  |
| 李               | フォン・ギンマン（憑敬文）       | 杉田俊也                                                       | 青森伸                                                                                  |
| 頭突きのタイガー | サン・クワイ（山怪）             | 加藤正之                                                       | 長島雄一                                                                                |
| 食堂の店主       | ウォン・ハン・チェン（王憾塵）   | 石森達幸                                                       | 宝亀克寿                                                                                |
| 食堂の店主の息子 | ラム・ティット・チン（林鉄成）   | 若本規夫                                                       | 中村大樹                                                                                |
| ゴリラ           | リー・チュン・ホワ（李春華）     | たてかべ和也                                                   | 茶風林                                                                                  |
| その他           |                                  | 村山明 川浪葉子 龍田直樹 井口成人 北村弘一 向殿あさみ 沢木郁也 | 岩崎ひろし 田原アルノ 稲葉実 土田大 安達忍 竹若拓磨 河相智哉 川島得愛 河合篤子 風間秀郎 |

監督のユエン・ウーピンが、鳥籠を持ちながらゴロ巻いている他道場のドラ息子に殴られる物売り役でカメオ出演している。
- フジテレビ版 - 初放送1981年1月16日『ゴールデン洋画劇場』 21:00-22:54
- テレビ東京版 - 初放送2005年3月10日『木曜洋画劇場』

## スタッフ
- 製作：ウー・スーユエン（呉思遠）
- 監督：ユエン・ウーピン（袁和平）
- 脚本：ウー・スーユエン（呉思遠）、蕭龍、奚華安
- 武術指導：スー・シア（徐蝦）、ユエン・ウーピン（袁和平）
- 武術副指導：ユン・ケイ（元奎）、ユエン・シュンイー（袁信義）、ユエン・ジャンヤン（袁振洋）

### 日本語吹き替え版スタッフ
| 役職           | スタッフ                             | スタッフ                              |
| 役職           | フジテレビ版                         | テレビ東京版                          |
| -------------- | ------------------------------------ | ------------------------------------- |
| 演出           | 春日正伸                             | 高橋剛                                |
| 翻訳           | 山田実                               | 徐賀世子 フェルヴァント               |
| 調整           | 金谷和美                             | 長井利親                              |
| 効果           | 赤塚不二夫                           | リレーション                          |
| 担当           |                                      | 柴川謙一                              |
| 監修           | 辻真先                               |                                       |
| プロデューサー |                                      | 久保一郎 渡邊一仁 寺原洋平            |
| 配給           |                                      | ブロードメディア・スタジオ            |
| 制作           | コスモプロモーション                 | テレビ東京 ブロードメディア・スタジオ |
| 初回放送       | 1981年1月16日 『ゴールデン洋画劇場』 | 2005年3月10日 『木曜洋画劇場』        |

- フジテレビ版：CM込みの2時間枠に編集してストーリーの辻褄を合わせるため、俳優の台詞を独自に作り替えて制作されている。

- テレビ東京版：フジテレビ版を放送する予定だったがキャラクター名称などの諸問題があり新録されることになった。「21世紀特別編」と銘打たれた本バージョンは「香港スター祭り」をコンセプトに水島裕（サモ・ハン・キンポー）、谷口節（ブルース・リー）、磯部勉（チョウ・ユンファ）など香港映画界のスターを演じてきた声優が数多く起用された。なおユン・ピョウの吹替を務めてきた古谷徹の起用も検討されていたが叶わなかった[1]。

## 音楽
劇中内で他作品から流用されている音楽一覧。※順不同
| 曲名                                       | アーティスト                 | オリジナルサウンドトラック                                                                | 制作年 |
| ------------------------------------------ | ---------------------------- | ----------------------------------------------------------------------------------------- | ------ |
| 将軍令                                     | Unknown                      | 鸡公仔 (The Little Red Rooster) Label: 21st Century Record Ltd (21世纪唱片公司) – TFLP202 | 197x   |
| O Coração Do Rei (The King's Heart)        | Sérgio Mendes                | From Pelé (Original Motion Picture Soundtrack)                                            | 1977   |
| The Delivery                               | Jerry Fielding               | ガントレット/The Gauntlet (Original Soundtrack)                                           | 1977   |
| Torching The Tent                          | Bill Conti                   | フィスト/F.I.S.T. (Original Motion Picture Soundtrack)                                    | 1978   |
| The Pyramids                               | Marvin Hamlisch              | 007/私を愛したスパイ/The Spy Who Loved Me (Original Motion Picture Score)                 | 1977   |
| Flanders Field、Flanders Field (Reprise)   | Rod McKuen                   | ミス・ブロディの青春/The Prime Of Miss Jean Brodie: Original Motion Picture Soundtrack    | 1969   |
| Lloyd's Room                               | Rod McKuen                   | ミス・ブロディの青春/The Prime Of Miss Jean Brodie: Original Motion Picture Soundtrack    | 1969   |
| Outside With The Brodie                    | Rod McKuen                   | ミス・ブロディの青春/The Prime Of Miss Jean Brodie: Original Motion Picture Soundtrack    | 1969   |
| L'isola Maledetta                          | Riz Ortolani & Nino Oliviero | 世界残酷物語/Mondo Cane (Original Motion Picture Soundtrack)                              | 1962   |
| River Ride                                 | John Barry                   | Four In The Morning                                                                       | 1965   |
| Western Generique (Orchestra)              | Francis Lai                  | あの愛をふたたび/Un Tipo Che Mi Piace (Original Soundtrack)                               | 1970   |
| Hotel Sleez / Lord Of The Winos            | John Morris                  | メル・ブルックスのサイレント・ムービー/Silent Movie (Original Motion Picture Score)       | 1976   |
| Marcel Marceau                             | John Morris                  | メル・ブルックスのサイレント・ムービー/Silent Movie (Original Motion Picture Score)       | 1976   |
| Coat Routine & Engulf And Devour Mens Room | John Morris                  | メル・ブルックスのサイレント・ムービー/Silent Movie (Original Motion Picture Score)       | 1976   |
| A Darkness At Collinwood                   | The Robert Cobert Orchestra  | The Original Music From ABC-TV's Dark Shadows                                             | 1969   |
| The Swinging Greek                         | Johnny Harris                | ストライカー／愛と栄光のフィールド/Bloomfield - Original Motion Picture Soundtrack        | 1971   |

## 制作
『スネーキーモンキー 蛇拳』は台湾で300万香港ドル近くを集める大ヒットなった。台湾での配給権を購入した配給会社との祝賀パーティーに参加した呉思遠は酔いながら踊る台湾人の光景に「酔っ払いとカンフーをミックスできないか」と思いつき、パーティーに同行していた監督の袁和平に相談したところ、このアイディアにくらいついた。
本作制作のため再度ロー・ウェイにジャッキーのレンタルを打診したところ交渉は難航した。ロー・ウェイの映画製作会社が傾きかけていた状態のなか、大ヒット作を放った自社の専属俳優を貸し出すはずもなく、ロー・ウェイとの関係が良好だった袁和平にも交渉に協力してもらったものの、一向に首を縦に振らなかったため、袁和平はジャッキーの起用を諦め主役交代を呉思遠に提案までしたらしい。それでも諦めずに呉思遠はジャッキーと共にアポなしでロー・ウェイの家を訪ね、あらゆる好条件を提示したにもかかわらずロー・ウェイは一切OKを出さなかった。最後に呉思遠はロー・ウェイをその晩の夕食に誘うことにする。呉思遠が夕食に一緒に連れてきたのは『蛇拳』の台湾での配給権を購入したディーラーの林栄峰で、彼がロー・ウェイにある条件を提示した。ロー・ウェイの会社で制作した他作品の台湾での配給権を買い取るので、ジャッキーのレンタルを承諾ほしいと。買い取り手のない作品をいくつも抱えていたロー・ウェイにとっては好都合な条件で、かつ台湾は興行的に最重要市場なため台湾の映画配給関係者を敵に回すことはできなかったことから貸出しに合意。ロー・ウェイの条件としては自社のジャッキー主演作品を優先的に制作することだった。
呉思遠と袁和平は、脚本執筆と構想の段階ですでに酔拳動作の試作コンセプト案を作成、事前に武術家を訪ねて酔拳を見学していたが、実際の酔拳と後に映画で見せる酔拳は全くの別物になったという。酔拳のアクションデザインには多くのジャッキー本人のアイディアが採用された。武術指導家としてのジャッキーの実績、実力もあることから多くのアイディアを出す努力を惜しまないジャッキーとスタッフ間の信頼関係が築かれていたという。
『酔拳』の撮影は『拳精』の撮影中に始まり、その後『龍拳』『鬼手十八翻』(撮影中止）とも同時に行われていた。撮影中に台風に見舞われ、蘇化子の家のセットが2回も破壊され建て直し、またロー・ウェイが自作のために撮影途中でジャッキーを韓国へ連れ出したりしたことで撮影中断、資金不足やスケジュールで幾多の困難に見舞われた。1978年9月23日に台湾で先行公開、その後1978年10月5日に香港で公開。香港と台湾で700万香港ドルを超える興行収入を記録し、東南アジア全域でも大ヒット、韓国のソウルで10カ月間上映され、韓国の新聞では「なぜこの映画はこんなによくできているのだろう」と評論があったという。南米でも大ヒットとなり、コロンビアでは『007』よりも売れたという。呉思遠は『酔拳』の台湾での配給権を林栄峰に渡すことで恩を返した。後の『酔拳』の海外でのプロモーションでは、ずっとジャッキーにつきまとう人らがいた。のちに電撃移籍するゴールデンハーベスト社の人たちであった。
当時、『酔拳』はマレーシアで120万リンギットの興行収入を記録し、マレーシア映画史上最高の興行収入を記録した。 またシンガポールでも146万リンギットの興行収入をあげ歴代最高興行収入を更新した。

## 作品解説

### 無銭飲食メニュー
燒鵝腿“左足”（鶏のモモ/鴨腿焼き左脚）、油鸡兼鹵味（焼き豚/鶏の煮込み）、蒸條老鼠斑（魚の丸揚げ/蒸しサラサハタ）、翡翠蝦球窩麵（エビそば/車海老のヒスイそば）、油爆鮮魷（アワビのシチュー/イカ炒め）、半片孖蒸（酒/酒2合）
日本語吹き替えでは魚の丸揚げとアワビを頼んでいることになっているが、実際には丸揚げではなく蒸しハタ、アワビではなくイカ炒めをオーダーしている。

### 削除シーン
本作のポスター等で使用されている、ジャッキーが酒瓶と杯を持って演舞するスチルのシーンは、撮影はされたが本編から削除されている。このシーンは、スーが酔八仙の「形」の号令をかけ、それに合わせてフェイフォンが酒瓶を持って演舞するというもの。本編で見られる酔八仙の形の演舞とは完全に違う内容だった。 この削除シーンについては、2006年9月現在、ジェネオン・エンタテインメントから発売されているDVD『死闘伝説 ベスト・オブ・アクション』などに収録されている。
本削除シーンは1978年10月20日以降に酔八仙の型入門編として本編と同時上映された。当時の新聞広告には”同場映　醉八仙形見歩法入門由成龍親自示範”と記載されている。
また、上記とは別の本編に存在しない訓練シーンのスチール写真が存在する。ユエン・シャオティエンが茣蓙をしいて寝そべり、ジャッキーが手足を紐で工具（または農具）に縛りつけられ苦しんでいる状態のもの。
映画評論家のリック・メイヤーズはオープニングシークエンスの鉄心vs袁信義のファイトシーンはもっと長かったと述べているが、他の評論家から『スネーキーモンキー 蛇拳』の冒頭シークエンスとは混同しているとも言われている。

## 日本公開

### 経緯
呉思遠によると、当時作品とジャッキー・チェンの写真を持って日本の配給会社に売り込みに行ったがどこも作品を買い取らなかった。香港の日本映画会社の担当者が本社に推薦してくれたもののそれも却下された状況だったという。
当時洋画宣伝部所属だった野村正昭いわく、東映本社営業部だった鈴木常承が東映教育映像の社員から「香港で酔っ払ったら強くなるという映画が当たってる」という話を聞きつけ、香港の東映営業所経由で新興の思遠影業公司（シーゾナル・フィルム社）の呉思遠にコンタクトをとり、すぐに香港に出向き作品を観ずに25万HKドル（約1億円）で即契約。同時期、東宝東和もエージェント経由で契約手続きを進めていたが東映に遅れを取った。1978年12月13日の香港新聞「工商日報」には日本が買い付けした記事が掲載されている。東映は洋画は1本立て、邦画は2本立てが常で本作の買い付けは東映洋画部が行ったものの、邦画系の2本立てで公開することになった。併映のため、興行上1時間50分は長すぎるとのことで、東映本社営業部の判断で冒頭の鉄心vs袁信義のシーンはカットされて公開された。試写会版、初回ロードショー版でも同様にカットされているかどうかは不明。

### 広告・宣伝

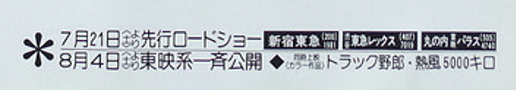
79年7月キネマ旬報　酔拳広告

宣伝費用として1億4千万が投入された。当時のジャッキーは日本ではまったく無名だったため、写真宣材がロクになく、粒子の荒いスチール写真を使うよりイラストで行こうと考えた東映宣伝部は、「ドランク・モンキー」というタイトルにかけて『ルパン三世』の作者であるモンキー・パンチに依頼。モンキー・パンチは試写を観て作品を気に入り快諾した。名前は「ジャッキー・チェン」がいいか「成龍」がいいかで悩み、響きのいい「ジャッキー・チェン」で売り出すことに決定。宣伝用の惹句（キャッチコピー）は

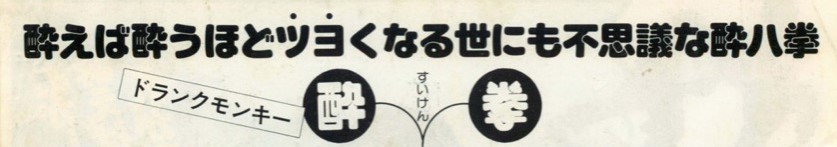
酔拳チラシ裏

「むかしドラゴン、いまドランク! 酔えば酔うほど強くなる、世にも不思議な酔八拳」
惹句は関根忠郎によるもの（2本立て用チラシ、新聞広告も担当）。

### 関係者、マスコミ試写
マスコミ向けのプレスシートには「訂正のお願い」のタイトルで以下の内容が記載された用紙が挟まれていた。「英語版だったものをより楽しくみていただくため中国版に直しました。そのため、ものがたりの部分、役名が変わりました。左記のように訂正お願い致します。フレディー⇒飛鴻（フェイ・フン）、ウオン⇒黄（ウォン）、サム・シード⇒蘇化子（スウ）、サンダー⇒鉄心（テッシン）」
上記の訂正があったことからマスコミ試写会では英語版プリントで上映された可能性がある。

### 試写会
1979年6月27日（水）東映会館・7F試写室　13：00～、15：30～　2回上映開催
1979年6月29日（金）東映会館・7F試写室　13：00～、15：30～　2回上映開催
1979年7月2日（月）東映会館・7F試写室　13：00～、15：30～　2回上映開催
1979年7月4日（水）東映会館・7F試写室　13：00～、15：30～　2回上映開催
1979年7月10日（火）新橋ヤクルトホール　18：00開場、18：30上映開催
1979年7月11日（水）新橋ヤクルトホール　18：00開場、18：30上映開催
1979年7月13日（金）中京テレビ主催　名古屋東映　18：00開場、18：30上映開催
1979年7月13日（金）新橋ヤクルトホール　18：00開場、18：30上映開催
1979年7月17日（火）新橋ヤクルトホール　18：00開場、18：30上映開催
1979年7月28日（土）大阪東映会館5F 東映試写室　(スペース４０）13時30分上映
※40名規模の試写室ではあるが一般上映興行も行っていたため関係者試写だったかどうか詳細不明　

### 特別先行ロードショー公開

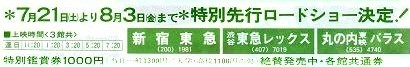
特別先行ロードショー公開

東映と同じ東急グループの東急レクリエーション「新宿東急」、「渋谷東急レックス」、「丸の内東映パラス」の3館の番組編成に空きができたことで、本来は8月4日から公開予定だった本作を急遽1979年7月21日から1979年8月3日まで洋画系にて単独先行ロードショー公開。

各館とも「11:20/13:20/15:20/17:20/19:20」のスケジュールで連日上映。初日企画として先着400名にモンキー・パンチ作のハンカチ、キーホルダー、ステッカー、特製下敷きのいずれかをプレゼント、また特別鑑賞券を劇場窓口にて購入した場合は「豪華オリジナル・イラスト・ポスター（モンキー・パンチ作）」がプレゼントされた。週末のオールナイト上映(新宿東急は毎土曜、丸の内東映パラスは初日21日(土）のみ）も含め多くの観客を集めた。

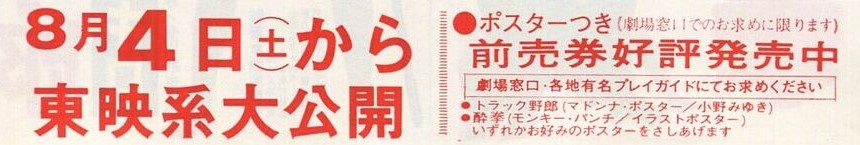
併映上映　チラシ裏面

### 全国公開

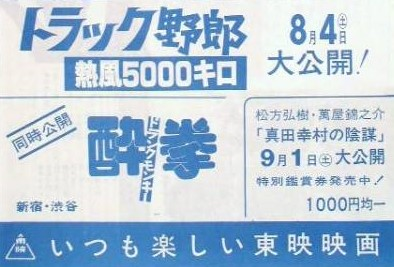
新宿・渋谷東映チラシ

1979年8月4日から全国東映邦画系の『トラック野郎・熱風5000キロ』と併映上映。一部地域では『暴力戦士』と併映。東映洋画部が買い付けた作品との併映は「ジャッキーが東洋人だからトラック野郎と並べて貼っても違和感がない」程度の認識で決定した。
山口県の岩国東映劇場では8月4日から8月31日まで『銀河鉄道999』と併映。川崎東映では毎週土曜日にオールナイトで上映している。

### 試写会バージョン
当初、英語吹替版でマスコミ試写を行っていたが、急遽広東語版プリントに変更。試写会の英語版プリント、広東語版プリント共に主題歌「拳法混乱（カンフージョン）が含まれているか不明なものの、当時の試写状には主題歌「四人囃子」の記載がある。

### 先行ロードショーバージョン
先行ロードショーがどのバージョンだったは詳細不明。

### 劇場公開バージョン
80年代初頭、11月21日～30日、長野県伊那旭座での「ジャッキー・チェン大会」（酔拳、蛇拳、笑拳）の当時の割引券の劇場時間割によると酔拳の上映時間が「11:00～12:40」であることから、1時間40分（100分）であったことがわかる（現在のソフトウエア版は111分収録）。日本公開に際し、配給元となった東映は、日本オリジナルの主題歌「拳法混乱（カンフージョン） 唄:四人囃子」、オリジナルBGMを製作して本編に挿入している。冒頭のクレジットシーンは、香港公開版の仇役の鉄心が標的の武芸者を襲うシーンではなく、ジャッキー扮するフェイフォンの演舞場面に変更された。
冒頭の道場シーンはカットされているらしい。

### フジテレビ放送バージョン
TV初放送となったフジテレビが劇場公開バージョンに道場のシーンを追加したものが放送された。

### テレビ朝日放送バージョン
テレビ朝日で放送されたバージョンは冒頭の主題歌「拳法混乱（カンフージョン） は収録されず、また香港版のオープニングもカット。道場のシーンから始まり、クレジットもそのタイミングで表示されるためフジテレビの放送用マスターとは別物である。香港美亜盤VCDも同様の道場シーンにクレジットのあるバージョンである。

### テレビ東京放送バージョン
2005年にテレビ東京で放映された際には、20年振りに新アフレコを実施。元になったバージョンは香港公開版で、冒頭クレジットシーン、及び音源共に日本公開版とは異なる。

### TV放送

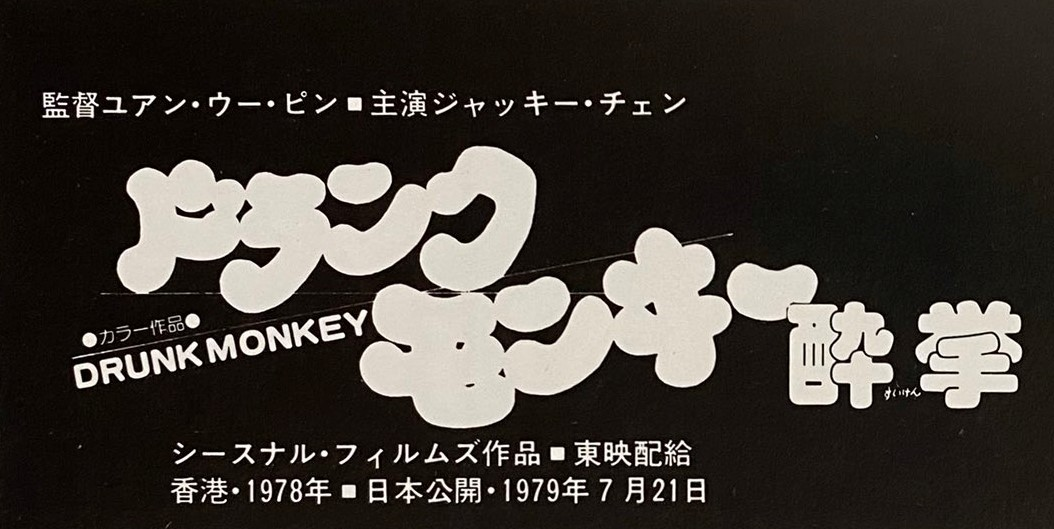
81年冬ゴールデン洋画劇場パンフレット

- 81年冬ゴールデン洋画劇場パンフレット1981年1月16日(金） ゴールデン洋画劇場にて初放映(日本語/広東語 2か国語音声）[7]。
- 1982年10月23日（土） ゴールデン洋画劇場にて放映。
- 1983年8月1日（月） 月曜ロードショーにて放映。
- 1984年12月26日(水） 水曜ロードショーにて放映。
- 1989年6月9日（金） 金曜ロードショーにて放映。

再放送では初回放送版にくらべ1分程度、以下のシーンがカットされている。

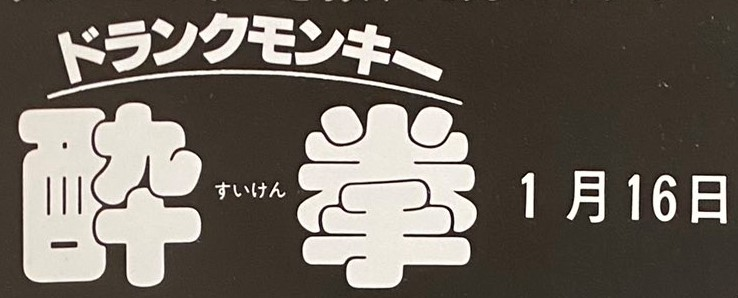
81年冬ゴールデン洋画劇場パンフレット

- 食堂シーン

- 食堂から逃げ出した後蘇化子に捕まるシーン
- 土地を売るようにヒコウ父が迫られるシーン

### ジャッキー・チェン大会
1981年10月24日(土）より東映系にて『酔拳』『蛇拳』『笑拳』の3本リバイバル上映。

## ロケ地
- 七聖古廟（香港）
- 盧廉若公園（マカオ）
- 鄧松嶺祠堂（香港）
- 昂平付近 (香港）

## 続編
- 『南北酔拳』

ジャッキー以外同じキャスト、スタッフで翌年に制作されている。蘇我爺の息子が主人公。演じているのは監督の兄弟で、『酔拳』の冒頭でイム・ティッサムに殺される役を演じている。蘇我爺の嫁には本作ではウォン・ケンインの妹役の女優。北派酔拳の達人には本作ではイム・ティッサム役のウォン・チュンリー、その弟子にコリー・ユエン。内容は本作の後、自宅に帰ったが、佛山に北派酔拳の達人が挑みに来る。返り打ちにするはずが親子揃って敗れてしまい、屈辱に燃える息子がとある病弱な達人に弟子入りをし、リベンジするくだりである。テレビ東京でもオンエアされている。興行収入も翌年の10位に上がっている。
- 『酔拳2』

本作製作16年後の1994年、ジャッキーは香港映画の大御所ラウ・カーリョンを監督に招聘して（ただし途中で降板）、続編を製作している。なお、内容や時代設定は本作とは大きく離れ、「2」を名乗っているがほぼ単体の作品となっている。

## 特記
- 撮影時、右瞼の怪我で病院に運ばれた際にジャッキーはひたすら「注射だけは打たないでくれ」と叫んでいたらしい。
- 蘇化子は日本での役名だが、原語では蘇乞兒[8]である。これはどちらも「乞食の蘇」の意の呼び名であり、中国ではどちらの表記も存在する。本名は蘇燦（中国語版）で、洪家拳の黄麒英や鐵線拳の梁坤らとともに、酔拳の達人として、清朝末期の廣東十虎（中国語版）の一人に数えられているが、実在の人物とは言い難く、民間伝承の伝説の人物の域は出ないとされている[9]。
- 香港映画『少林寺vs忍者』の撮影現場を訪問した袁和平は、本作の監督であり、蘇師父役で客演もしている劉家良の酔拳を目の当たりにする。現場を後にした袁和平は早速、酔拳を題材にした企画を考え、本作より早く製作して公開したのが『ドランクモンキー 酔拳』だった[10]。
- 撮影中、現場近くでは日本のテレビドラマ『Gメン75』の“香港カラテシリーズ”の撮影が進められており、草野刑事こと主演の倉田保昭は、新人のジャッキーと監督の袁和平に会うために撮影現場を出入りしていたらしい[11]。
- ジャッキーは、劇中のアクションを全て自分で行なっているわけではなく、一部の吹替は副武術指導の袁振洋が担当している。彼はジャッキーに劇中での酔拳の動きを指導した人物でもある[12]。